# Oleg Pantjuchov
Oleg Ivanovič Pantjuchov (Kiev, 25 marzo 1882 – Nizza, 25 ottobre 1973) è stato un militare e educatore russo, fondatore dello scautismo russo.

## Biografia
Oleg Ivanovič Pantjuchov nacque a Kiev, allora Impero Russo, il 25 marzo 1882 da Ivan Ivanovič Pantjuchov e sua moglie, la baronessa Olga Nikolaevna von Knorring. Era il figlio più giovane della famiglia e aveva cinque fratelli maggiori; Nikolay, Vladimir (morto all'età di cinque anni), Andrey, Ivan e Mikhail.
Dal 1892 al 1899 studiò alla scuola cadetti ufficiali di Tbilisi. Qui divenne un membro del circolo "Pushkin", le cui attività di escursionismo e campeggio assomiglieranno molto a quelle del moderno scautismo. Successivamente, dal 1899 al 1901, completò gli studi alla scuola militare di Pavlovsk diventando ufficiale del 1º Battaglione di Fanteria della Guardia Imperiale con sede a Carskoe Selo, raggiungendo il grado di tenente nel 1909 e di capitano nel 1913.
Nel 1908 sposò Nina Mikhaylovna Dobrovolskaya, che diventerà poi pioniera del guidismo russo, e due anni dopo, nel 1910, la coppia diede alla luce il figlio Oleg Olegovich Pantjuchov (che durante la seconda guerra mondiale servì Eisenhower come interprete per il russo).
Proprio in questi anni (biennio 1908-1909), Pantjuchov venne a conoscenza dei lavori di Robert Baden-Powell sullo scautismo, decidendo di cercare di provarlo in territorio russo. Così, il 30 aprile 1909, proprio a Pavlosk, vicino a Carskoe Selo, fondò il primo gruppo scout di tutte le Russie, il "Castoro" (Бобр, Bobr).
In seguito, nell'inverno tra 1910 e 1911 conobbe di persona Baden-Powell a San Pietroburgo per poi visitare le organizzazioni scout del Regno Unito, Paesi Bassi, Svezia e Danimarca. Al suo ritorno scrisse "Manuale per il Giovane Scout" (1912), "Visitando gli Scout" (1912) e "la Compagnia degli Scout" (1913).
Successivamente, ebbe modo di conoscere lo Zar, Nicola II, cui seguì il dono di un distintivo scout al figlio, l'erede Zarevic Aleksej, che divenne formalmente uno scout.
Nel 1914 fondò a San Pietroburgo l'associazione "Scout Russo" (Русский Скаут, Russkiy Skaut) e il primo campo scout russo si tenne così nel parco di Pavlovsk, dal quale nacque anche una canzone scout a ricordo. Da qui lo scautismo russo crebbe velocemente, dalla Russia alla Siberia, fino ad arrivare, nel 1916, a 50.000 iscritti.
Durante la Grande guerra ricevette la Croce di San Giorgio durante la difesa della città di Maišiagala, vicino a Vilnius, in Lituania. Ferito nel 1916, venne curato nell'ospedale militare di Jalta in Crimea, dove venne eletto Presidente locale dell'Unione dei Cavalieri di San Giorgio. Rimessosi nel 1917, col grado di colonnello avrebbe dovuto prendere il comando del 29º Reggimento Siberiano di fucilieri ma rifiutò dopo aver conosciuto gli ufficiali e venne per cui posto comandante della "Terza Scuola di Mosca per Praporščik".
Nella rivoluzione d'ottobre che ne seguì fu uno dei comandanti di cadetti che difendettero, pur senza successo, il Cremlino di Mosca dai boslcevichi.
Nel 1919, a Novočerkassk (allora sotto la protezione dell'Armata Bianca), venne proclamato all'unanimità "Capo Scout di Russia".
Dopo il consolidamento del regime sovietico, gli scout vennero soppressi e rimpiazzati da organizzazioni giovanili di regime, per cui ci fu il fenomeno clandestino, che non durò però molto, oppure la scelta dell'esilio al seguito dell'emigrazione bianca. Quest'ultima fu la strada seguita anche da Pantjuchov e la famiglia, che si trasferirono a Costantinopoli e lì fondarono un ufficio apposito della sua società scout dal quale iniziarono così a nascere i primi gruppi di scout russi in Turchia.
Il 22 marzo 1921 si tenne poi, nella capitale turca, un congresso generale di capi scout russi sotto la guida di Pantjuchov e nacque così il Concilio degli Scout Russi (che successivamente cambiò nome in Organizzazione Nazionale degli Scout Russi), organizzazione di ambizione internazionale che avrebbe radunato, e radunò, la maggior parte degli scout russi sparsi nel loro esilio in giro per il mondo. Questa venne riconosciuta poi a livello ufficiale, pur in esilio, dall'Organizzazione Mondiale del Movimento Scout (OMMS) dal 1922 al 1945.
Nel 1922 si trasferì negli Stati Uniti d'America, dove si erano ritrovati numeri scout russi, soprattutto in California in grandi città come San Francisco, Burlingame, Los Angeles e così via. Nel 1929 partecipò al 3º Jamboree mondiale dello scautismo.
Il 12 gennaio 1944 sua moglie Nina morì a New York e dopo la seconda guerra mondiale Pantjuchov si trasferì a Nizza.
Nel novembre 1945 venne nominato Capo Scout dell'Organizzazione dei Giovani Esploratori Russi e si ritrovò quindi a capo di tutte e due le associazioni scout russe in esilio. Per anni cerò di unire le due associazioni ma fallì e così si dimise da capo scout dall'ORYuR, l'ultima, nel 1957.
Morì a Nizza il 25 ottobre 1973 fu sepolto nel cimitero ortodosso del Caucaso della città.